# Trachea chlorochrysa
Trachea chlorochrysa là một loài bướm đêm trong họ Noctuidae.